# Aterpnodes
Aterpnodes is een geslacht van vlinders van de familie spanners (Geometridae), uit de onderfamilie Ennominae.

## Soorten
- A. geminipuncta Warren, 1900
- A. rubripennis Butler, 1881